# 海の声 (曲)
「海の声」（うみのこえ）は、「浦島太郎（桐谷健太）」名義のデジタル配信シングル。2015年7月31日および同年12月2日にユニバーサルミュージックから配信された。

## 概要
au三太郎シリーズで桐谷健太演じる浦島太郎（浦ちゃん）がCMの中で歌う『auガラホ「海の声」篇』のために作られたオリジナル楽曲のCMソング。同CMはauガラホ「AQUOS K」の宣伝用に制作され、2015年7月17日に放送開始された。
桐谷演じる浦島太郎（浦ちゃん）の乙姫（乙ちゃん）への思いを歌った楽曲である。
作詞はau三太郎シリーズのCMプランナーで電通の篠原誠、作曲はBEGINの島袋優。島袋は作曲の際、桐谷の動画を5日間視聴しながら声をイメージし、2日間で曲を書き上げた。
三線は桐谷本人が演奏している。
ミュージック・ビデオには桐谷の他、桃太郎（桃ちゃん）役の松田翔太、金太郎（金ちゃん）役の濱田岳、かぐや姫（かぐちゃん）役の有村架純が出演している。
2015年7月31日 - 8月31日にauの音楽配信サービス「うたパス」および「LISMO Store」で限定配信され、同年12月2日に各音楽配信サイトにて一斉リリース。一斉配信後、iTunes Storeやレコチョクなど計13配信サイトで総合1位を獲得した。
2016年4月29日にイギリス、ドイツ、フランス、アメリカ、メキシコ、ブラジル、台湾、香港、韓国、シンガポール、インドネシアなど世界251ヶ国や地域で順次、世界配信されることとなった。
また、読売ジャイアンツに所属するギャレット・ジョーンズ外野手、オリックス・バファローズの大城滉二内野手（沖縄県出身）が登場曲として使用している。

## 収録曲
1. 海の声 (3:47)
  - 作詞：篠原誠 / 作曲：島袋優（BEGIN） / 編曲：山下宏明
  - 三線：桐谷健太
  - KDDI au三太郎シリーズ『auガラホ「海の声」篇』CMソング

## 収録アルバム
- 香音-KANON-（桐谷健太）
  - 海の声
  - 海の声 (Instrumental)

## 受賞
| 年   | 賞                                     | 部門                               |
| ---- | -------------------------------------- | ---------------------------------- |
| 2016 | 第49回日本有線大賞                     | 特別賞                             |
| 2016 | 第58回日本レコード大賞                 | 優秀作品賞                         |
| 2016 | JOYSOUND BEST KARAOKE OF THE YEAR 2016 | JOYSOUNDカラオケ年間ランキング 1位 |
| 2017 | NexTone Award 2017                     | Bronze Medal                       |

## 売上・記録
| 年   |                                                           | 最高 順位 |
| ---- | --------------------------------------------------------- | --------- |
| 2016 | レコチョクアワード月間最優秀楽曲賞・1月度                 | 1         |
| 2016 | レコチョクアワード月間最優秀楽曲賞・2月度                 | 1         |
| 2016 | 年間ダウンロードランキング (レコチョク)                   | 1         |
| 2016 | 年間ダウンロードランキング・シングル (music.jp)           | 1         |
| 2016 | 年間ダウンロードランキング・総合シングル(単曲) (mora)     | 1         |
| 2016 | 年間ダウンロードランキング・シングル (TSUTAYAミュージコ♪) | 1         |
| 2016 | 年間ダウンロードランキング・シングル (mysound)            | 1         |
| 2016 | Amazonランキング大賞2016・デジタルミュージック総合        | 2         |
| 2016 | 年間 USEN HIT J-POPランキング                             | 8         |
| 2016 | 年間 Billboard Japan Hot 100                              | 14        |
| 2016 | JOYSOUNDカラオケ年間ランキング                            | 1         |
| 2016 | DAM年間カラオケリクエストランキング                       | 1         |

### ゴールド等認定
| 国、地域 | 認定                       |
| -------- | -------------------------- |
| 日本     | ミリオン(シングルトラック) |

## カバー
| 発売日         | アーティスト         | 収録                                                                                      | 備考 |
| -------------- | -------------------- | ----------------------------------------------------------------------------------------- | --- |
| 2015年10月28日 | BEGIN                | アルバム『Sugar Cane Cable Network』                                                      | セルフカバー。 ゴールド認定（シングルトラック、日本レコード協会） |
| 2016年1月31日  | いーどぅし           | アルバム『i-dushi』                                                                       | |
| 2016年6月17日  | マット・キャブ       | 配信シングル                                                                              | 英語カバー。 |
| 2016年8月24日  | ISLAND BAG           | アルバム『Stars in the Sand』                                                             | 「海の声 -Umi No Koe-」のタイトルで、英語カバー。 |
| 2016年9月24日  | Softly               | アルバム『言えなかったこと。言いたいこと。』                                              | Softlyは女性2人組であることから、歌詞の一部が変更されている。 |
| 2016年10月20日 | ハルオロイド・ミナミ | 配信シングル                                                                              | ハルオロイド・ミナミは、三波春夫の声を元に音声合成技術で開発されたバーチャル歌手。 |
| 2017年4月1日   | ニセ太郎（前野朋哉） | WEB限定                                                                                   | auのエイプリルフール企画として「グミの声」としてカバー。2017年4月1日〜7日の期間限定で特設サイトにて公開。 |
| 2017年9月13日  | BENI                 | アルバム『COVERS THE CITY』                                                               | 英語詞でカバー |
| 2017年12月20日 | 海蔵亮太             | テレビ東京系「THEカラオケ★バトル」 BEST ALBUM III                                         | |
| 2017年12月20日 | みやかわくん         | アルバム『On Your Mark 』                                                                 | 配信限定のみ収録 |
| 2018年6月22日  | ネーネーズ           | アルバム『MAPAI（マパイ）』                                                               | |
| 2018年11月14日 | fumika               | アルバム『COVER LIFE』                                                                    | 2018年7月25日先行配信 |
| 2019年5月29日  | HAN-KUN              | アルバム『Musical Ambassador』                                                            | |
| 2019年6月5日   | 桑田佳祐             | ライブDVD『平成三十年度! 第三回ひとり紅白歌合戦』                                         | 桑田はこれ以前にも自身のラジオ番組「桑田佳祐のやさしい夜遊び」内の企画『桑田佳祐が選ぶ2015年邦楽シングルBEST20』でこの曲を四位にしており、「しびれた！日本のジャック・ジョンソン。(ランキングの選曲の為)300曲聴いて、これはイイ曲だね、ちょっと泣いたね。日本の歌謡曲は進化していると思いました」と高く評価していた。 |
| 2020年11月11日 | 我那覇響（沼倉愛美） | アルバム『THE IDOLM@STER MASTER ARTIST 4 05 我那覇響』                                    | |
| 2022年7月27日  | 石谷春貴             | アルバム『[Re:collection] HIT SONG cover series feat.voice actors 〜10's-20's EDITION〜』 | |